# Ficus thonningii
Ficus thonningii là một loài thực vật có hoa trong họ Moraceae. Loài này được Blume mô tả khoa học đầu tiên năm 1838.

## Hình ảnh

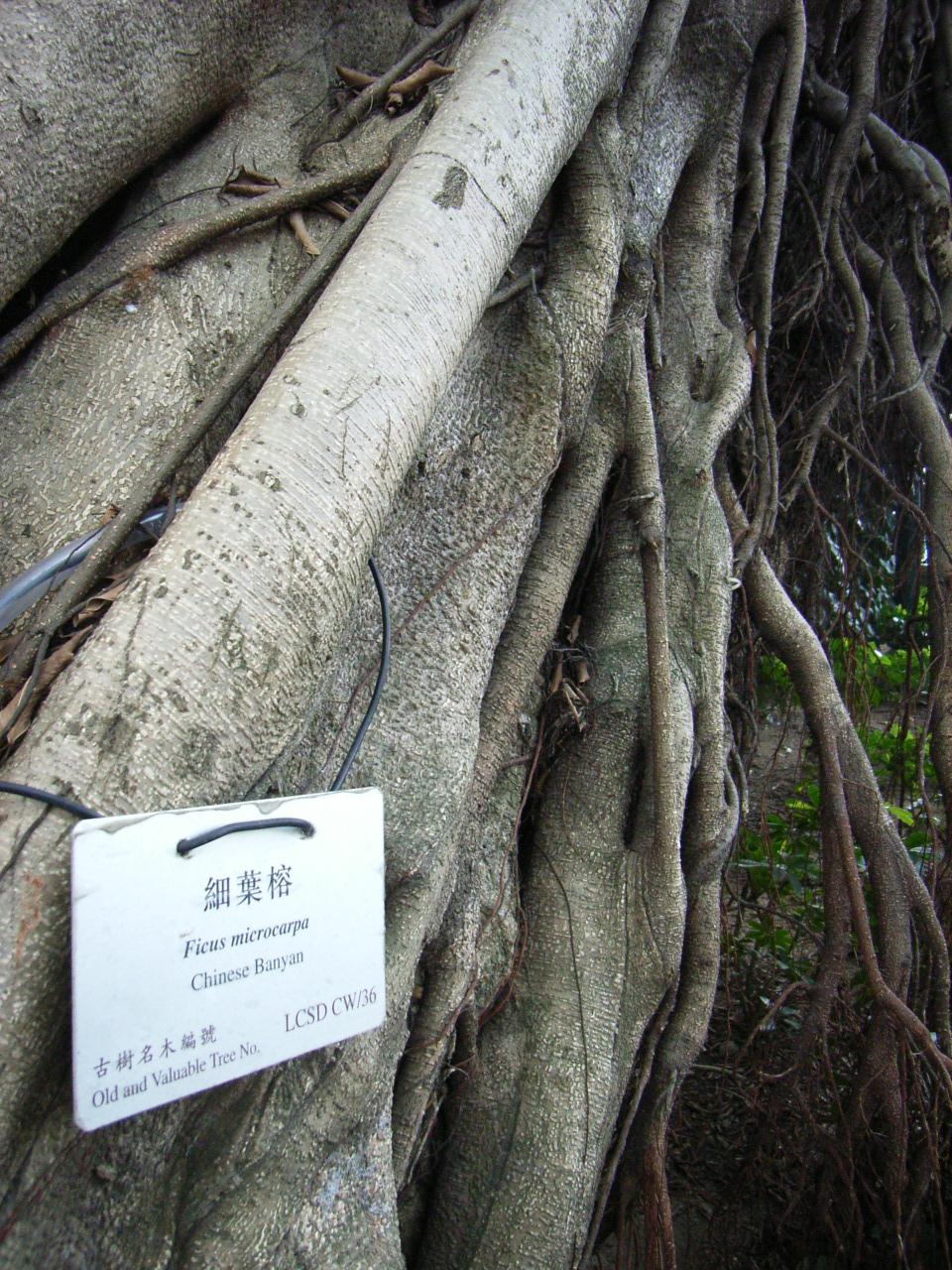
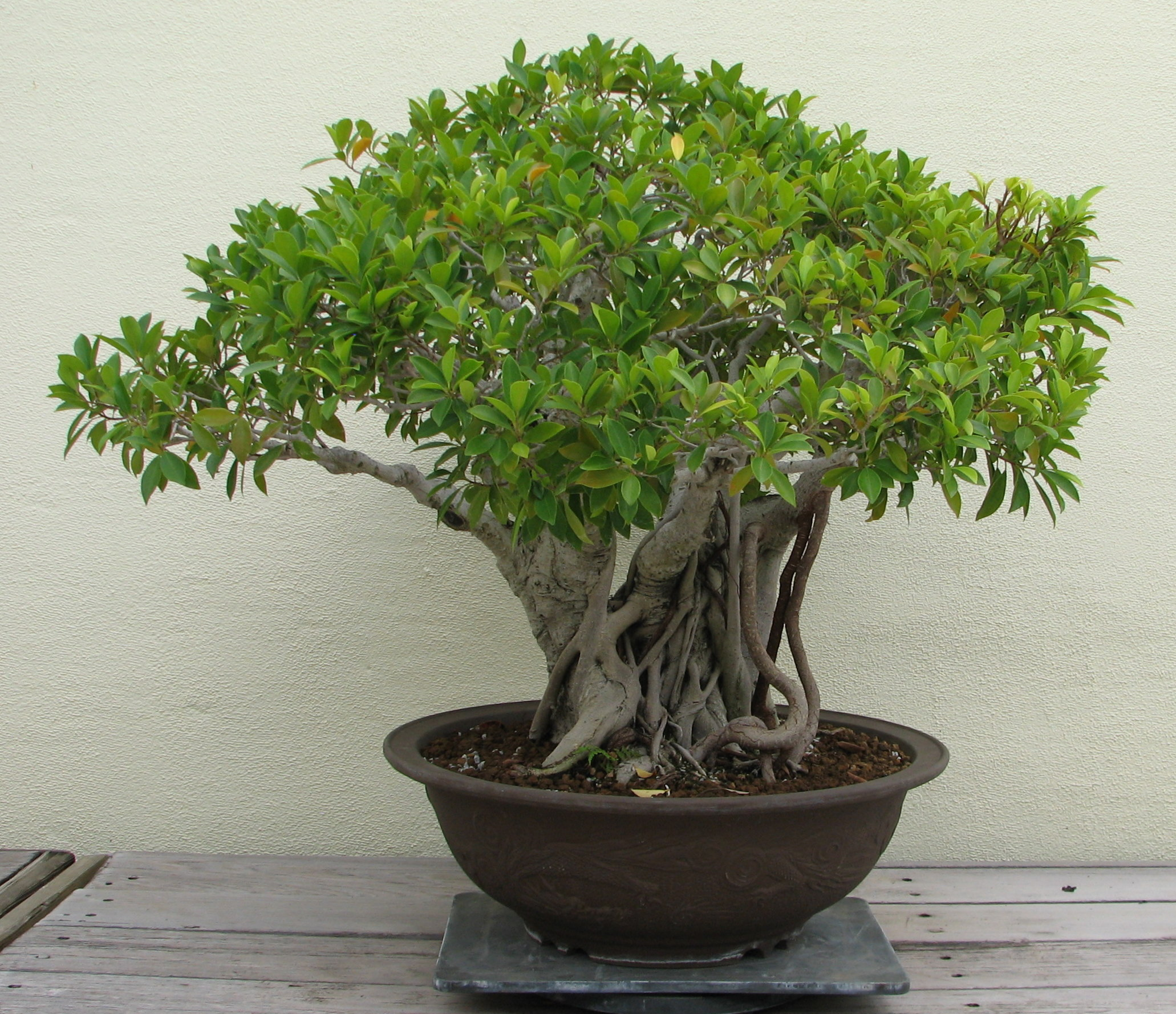
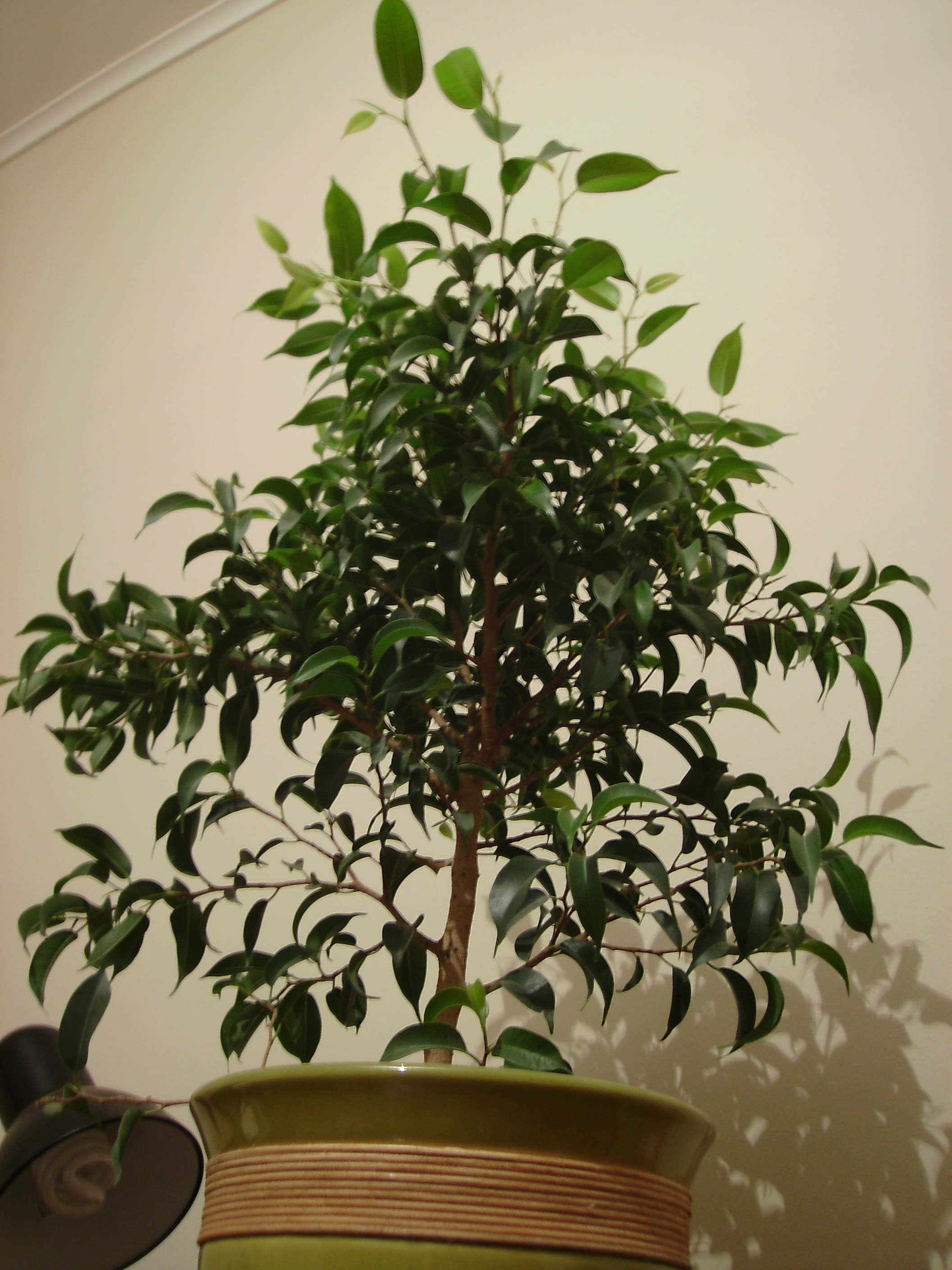
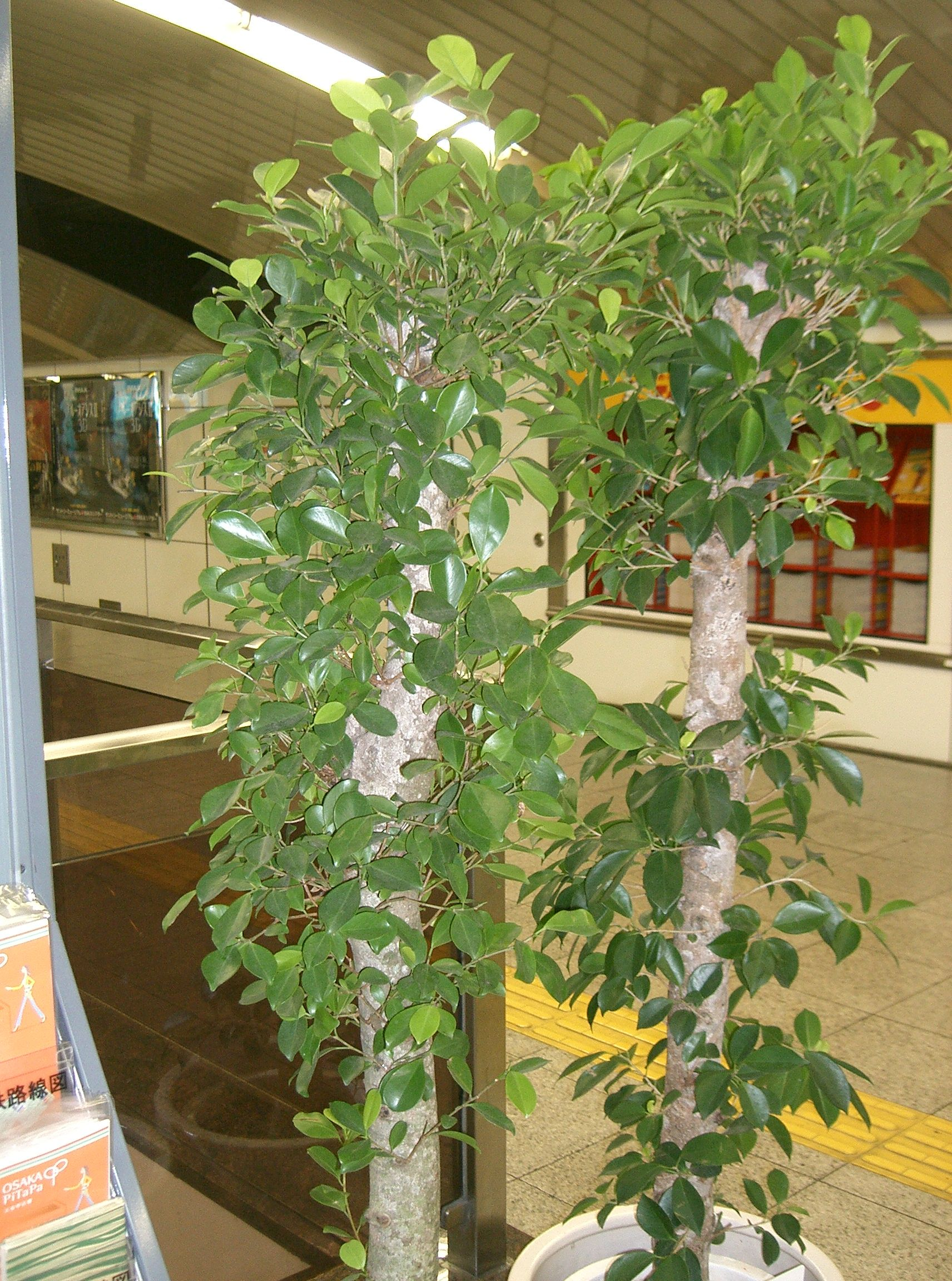